# Trentepohlia metatarsata
Trentepohlia metatarsata är en tvåvingeart som först beskrevs av Alexander 1915.  Trentepohlia metatarsata ingår i släktet Trentepohlia och familjen småharkrankar. Inga underarter finns listade i Catalogue of Life.